# Jezioro Spore (województwo pomorskie)
Jezioro Spore – jezioro wytopiskowe położone na Pojezierzu Bytowskim, w woj. pomorskim, w pow. bytowskim, w gminie Tuchomie,
Powierzchnia zwierciadła wody według różnych źródeł wynosi od 4,0 ha do 7 ha.
Nad wschodnim brzegiem jeziora znajdują się zabudowania wsi Ciemno.